# Juho Venäläinen
Juho Venäläinen (* 21. September 2006) ist ein finnischer Leichtathlet, der sich auf den Sprint spezialisiert hat.

## Sportliche Laufbahn
Erste internationale Erfahrungen sammelte Juho Venäläinen beim Europäischen Olympischen Jugendfestival (EYOF) 2023 in Maribor, bei dem er in 48,78 s den achten Platz im 400-Meter-Lauf belegte und mit der finnischen Sprintstaffel (1000 Meter) im Vorlauf nicht ins Ziel kam. Im Jahr darauf schied er bei den U20-Weltmeisterschaften in Lima mit 21,53 s im Halbfinale über 200 Meter aus und schied mit der 4-mal-100-Meter-Staffel mit 40,46 s im Vorlauf aus. 2025 belegte er bei den U20-Europameisterschaften in Tampere in 21,36 s den vierten Platz im 200-Meter-Lauf und verpasste mit der Staffel den Finaleinzug.
2024 wurde Venäläinen finnischer Meister im 400-Meter-Lauf.

## Persönliche Bestleistungen
- 200 Meter: 21,03 s (+1,1 m/s), 4. August 2024 in Riihimäki
  - 200 Meter (Halle): 21,16 s, 2. März 2025 in Helsinki
- 400 Meter: 46,75 s, 2. August 2025 in Espoo
  - 400 Meter (Halle): 48,31 s, 1. März 2025 in Helsinki (finnischer U20-Rekord)